# Communauté de communes des Vallons d'Anizy
La communauté de communes des Vallons d'Anizy est une ancienne communauté de communes française, située dans le département de l'Aisne.

## Historique
Par l'arrêté préfectoral n°2016-1080 du 15 décembre 2016, la communauté de communes des Vallons d’Anizy est dissoute le 31 décembre 2016 pour fusionner le 1er janvier 2017 avec la communauté de communes du Val de l’Ailette, sans les communes de Bichancourt, de Manicamp et de Quierzy, afin de former la communauté de communes Picardie des Châteaux.

## Administration

### Conseil communautaire
| Nom                | Qualité         | Commune              | Domaine                             |
| ------------------ | --------------- | -------------------- | ----------------------------------- |
| M.Kock             | Président       | Brancourt-en-Laonnos |                                     |
| M.Vitu             | Vice-président  | Pinon                | Finance - services à la personne    |
| M.Gelee            | Vice-président  | Chaillevois          | Travaux - assainissement            |
| MME Herbulot       | Vice-présidente | Bassoles-Aulers      | Enfance jeunesse                    |
| M.Centonze-Sandras | Vice-président  | Anizy-le-Château     | Développement-culture-communication |

### Liste des présidents
| Période                                  | Période          | Identité     | Étiquette | Qualité                        |
| ---------------------------------------- | ---------------- | ------------ | --------- | ------------------------------ |
| Les données manquantes sont à compléter. |                  |              |           |                                |
| mars 2008                                | 31 décembre 2016 | Francis Kock | PS        | Maire de Brancourt-en-Laonnois |

## Composition
Elle était composée des communes suivantes :
| Nom                        | Code Insee | Gentilé           | Superficie (km2) | Population (dernière pop. légale) | Densité (hab./km2) |
| -------------------------- | ---------- | ----------------- | ---------------- | --------------------------------- | ------------------ |
| Pinon (siège)              | 02602      | Pinonais          | 9,48             | 1 784 (2014)                      | 188                |
| Anizy-le-Château           | 02018      | Aniziens          | 9,49             | 1 944 (2014)                      | 205                |
| Bassoles-Aulers            | 02052      | Bassolois         | 7,03             | 147 (2014)                        | 21                 |
| Bourguignon-sous-Montbavin | 02108      | Bourguignons      | 1,92             | 149 (2014)                        | 78                 |
| Brancourt-en-Laonnois      | 02111      | Brancourtois      | 6,56             | 709 (2014)                        | 108                |
| Chaillevois                | 02155      | Chaillevoisiens   | 2,17             | 179 (2014)                        | 82                 |
| Faucoucourt                | 02301      | Fucoldcurtissiens | 7,35             | 304 (2014)                        | 41                 |
| Lizy                       | 02434      | Liziens           | 3,73             | 265 (2014)                        | 71                 |
| Merlieux-et-Fouquerolles   | 02478      | Mérilociens       | 5,77             | 275 (2014)                        | 48                 |
| Montbavin                  | 02499      | Montbavinois      | 5,44             | 48 (2014)                         | 8,8                |
| Prémontré                  | 02619      | Prémontrés        | 8,33             | 738 (2014)                        | 89                 |
| Royaucourt-et-Chailvet     | 02661      | Royaucourtois     | 3,04             | 226 (2014)                        | 74                 |
| Suzy                       | 02733      | Suzyacois         | 9,86             | 315 (2014)                        | 32                 |
| Urcel                      | 02755      | Urcelois          | 7,20             | 562 (2014)                        | 78                 |
| Vauxaillon                 | 02768      | Vauxaillonnais    | 13,77            | 512 (2014)                        | 37                 |
| Wissignicourt              | 02834      | Wissignicourtois  | 4,46             | 146 (2014)                        | 33                 |

## Démographie
| 1968  | 1975  | 1982  | 1990  | 1999  | 2006  | 2011  | 2012  |
| ----- | ----- | ----- | ----- | ----- | ----- | ----- | ----- |
| 8 169 | 8 423 | 8 338 | 8 027 | 7 761 | 7 958 | 8 260 | 8 292 |